# ぶんバス

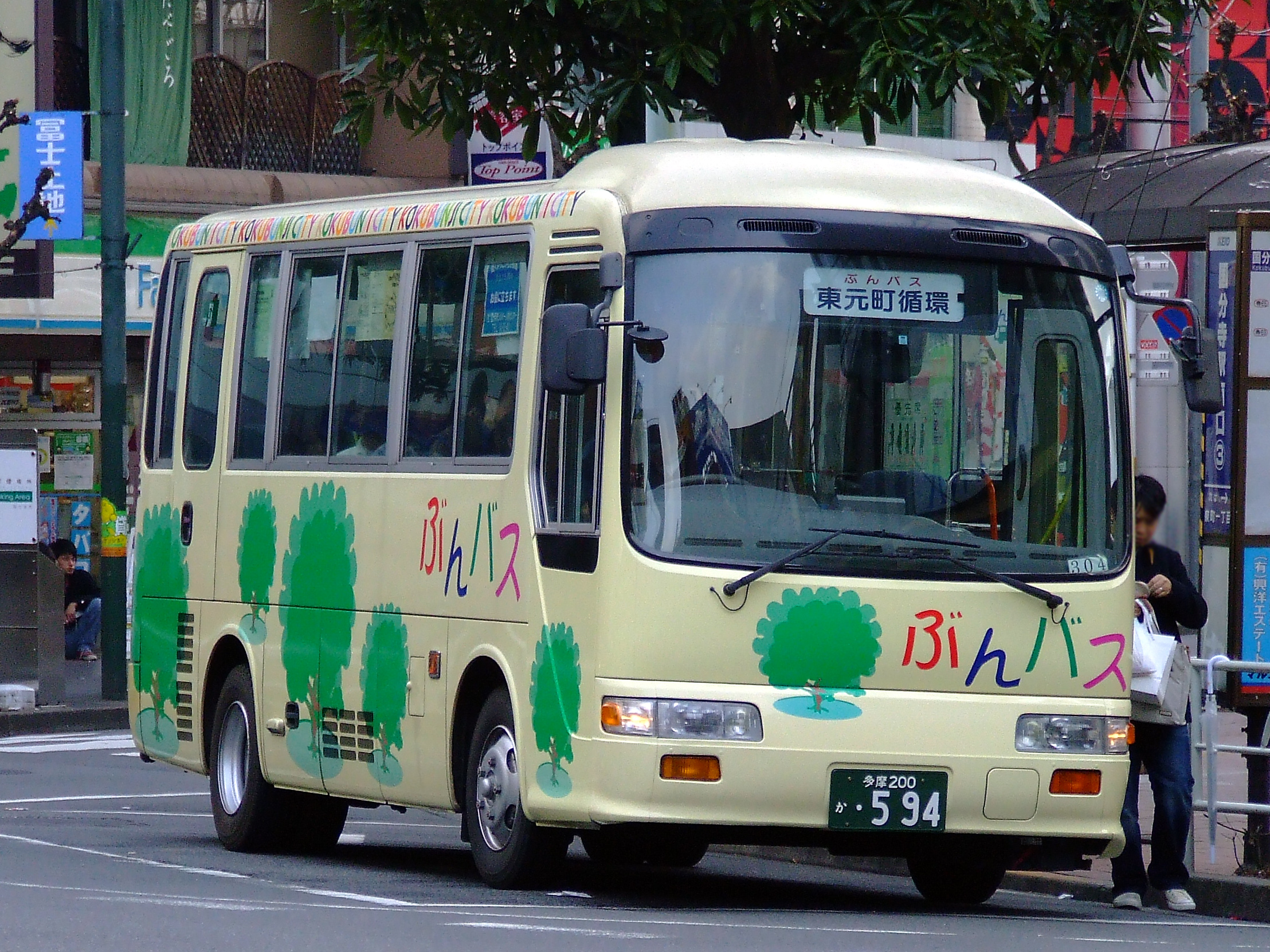
初代車両 日野・リエッセ
東元町ルート 国分寺駅南口
（京王バス中央・B20304）
※除籍済

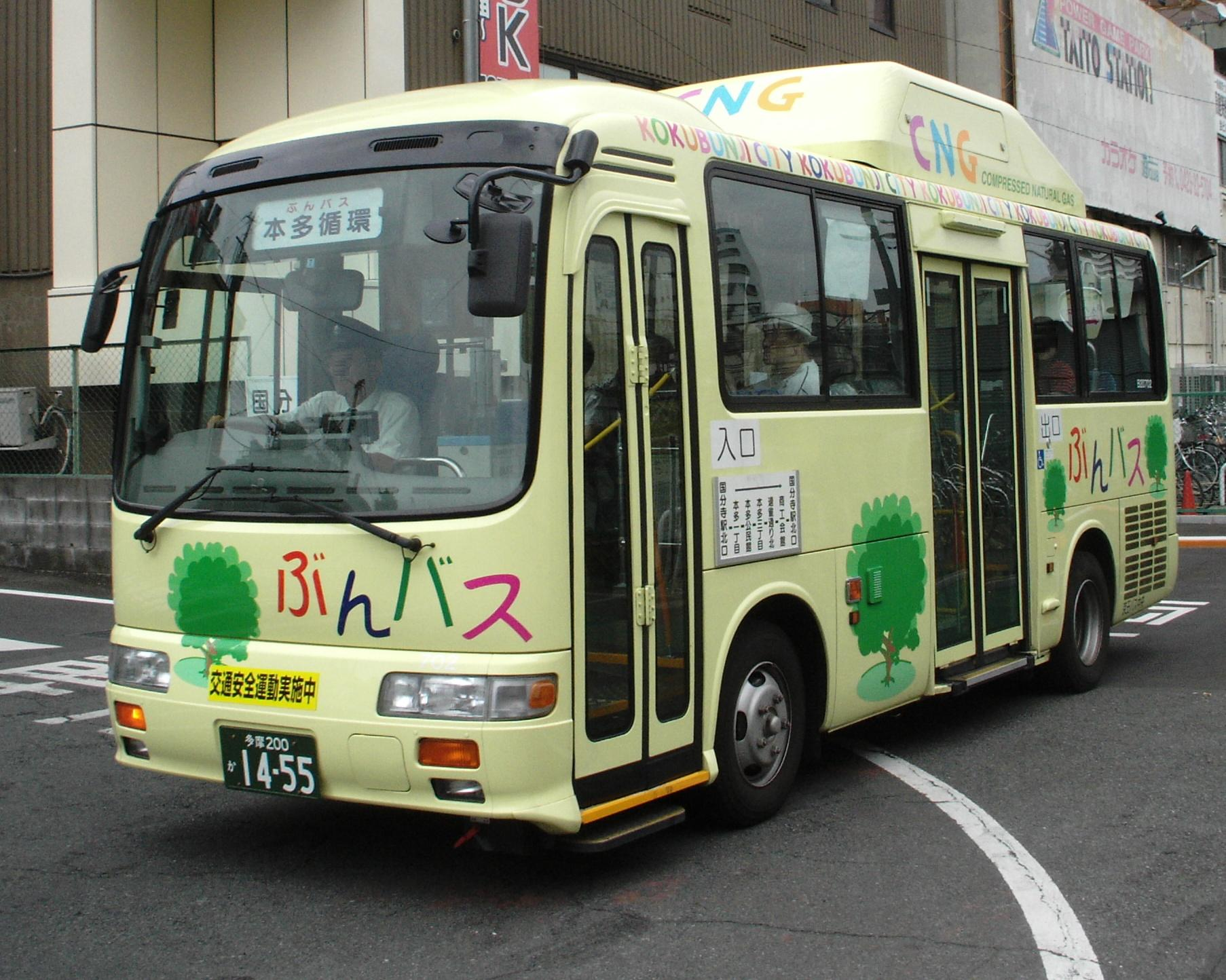
過去の車両 日野・リエッセCNG車
本多ルート 国分寺駅北口
（京王バス中央・B20702）
※除籍済

ぶんバスは、東京都国分寺市が運行するコミュニティバス。2003年（平成15年）3月21日に最初の路線である日吉町ルートが開業し、2016年（平成28年）12月26日に最も新しい路線である万葉・けやきルートが運行開始した。現在は4つのバス事業者に運行委託し、国分寺駅・西国分寺駅・国立駅を発着する6路線が運行されている。路線の一部は国立市をはじめ、隣接する府中市・小金井市にも乗り入れている。
西町ルートは立川バス（上水営業所）、北町ルートは武州交通興業が、日吉町ルート、東元町ルート、万葉・けやきルート、本多ルートの4路線はトーショー交通（柳窪本社営業所）運行受託している 。

## 概要
同じ2003年に相次いで開業し、京王バス府中営業所が運行受託する小金井市CoCoバス・府中市ちゅうバスと、車両や運行形態などでの共通点が多く見られる。
CoCoバス・ちゅうバス同様、全線均一運賃を採用している。一乗車につき大人200円・小児100円（未就学児は無料）。前乗り後降り先払いで、運賃は乗車時に支払う。すべての路線で東京都シルバーパスの利用不可。
専用回数券を発売しており、バス車内や運行事業者の営業所窓口で発売している（21枚綴り2,000円）。ぶんバスの路線であれば、発行事業者（京王バス・立川バス・武州交通興業）にかかわらず全路線で利用できる。
専用定期券や一日乗車券の設定はない。また、京王バスの金額式IC定期券「モットクパス」や全線一日フリー乗車券は利用できない。
運行開始当初はPASMO・Suica等の交通系ICカードは利用できなかったが、2016年1月より利用可能となった（北町ルートと本多ルートを除く。後者は2025年4月1日より利用不可になった）。

## 沿革
- 2003年（平成15年）
  - 3月21日 - ぶんバス開業、日吉町ルート（西国分寺駅循環）運行開始。京王電鉄バス（当時）府中営業所が運行受託。専用車として日野・リエッセ（ディーゼル車）2台導入。
  - 12月20日 - 東元町ルート（国分寺駅南口循環）運行開始。リエッセ（ディーゼル車）1台追加。
- 2007年（平成19年）3月21日 - 本多ルート（国分寺駅北口循環）運行開始。リエッセ（CNG車）2台追加。
- 2008年（平成20年）3月29日 - 西町ルート（国立駅北口循環）運行開始。立川バス上水営業所が運行受託に参入。リエッセ（CNG車）1台導入。
- 2014年（平成26年）
  - 1月31日 - 西町ルートの午前9時以降の便が光公民館へ路線延長、同時にダイヤ改正[7]。路線延長した時間帯は30分毎から35分毎に変更となり、1日の便数が27便から24便となる。
  - 9月30日 - 国分寺駅北口再開発事業により、本多ルート乗り場が移動。
  - 12月22日 - 北町ルート試験運行開始。
- 2015年（平成27年）
  - 3月22日 - 北町ルート試験運行終了。
  - 7月30日 - 本多ルートにノンステップバス導入[8]。日野・ポンチョ（2ドアロングボディ）2台で、日吉町ルート開業時に導入したリエッセ2台を代替。
  - 7月31日 - 北町ルート本格運行開始、武州交通興業が運行受託。
  - 9月18日 - 本多ルートに続き、日吉町ルートにもノンステップバス導入[8]。ポンチョ（2ドアロングボディ）1台で、東元町ルート開業時に導入したリエッセ1台を代替。
- 2016年（平成28年）
  - 1月 - PASMO・Suicaなど交通系ICカード利用開始（北町ルート除く）[9]。
  - 12月26日 - 万葉・けやきルート運行開始[10]、京王バス中央・府中営業所（当時）が運行受託。これに合わせて新車ノンステップバス導入[10]、ポンチョ（2ドアロングボディ）1台増車。
- 2017年（平成29年）
  - 6月1日 - 国分寺駅北口再開発事業により、本多ルート乗り場が再度移動[11]。
  - 10月2日 - ぶんバスにバスロケーションシステムを導入[12]。それ以前から京王バスのバスロケーションシステムには対応していたが、それ以外の路線でも共通のバスロケーションシステムが利用できるようになった。
- 2018年（平成30年）
  - 5月31日 - 東元町ルートでノンステップバスによる運行を開始[8]。ポンチョ（2ドアロングボディ）で、本多ルート開業時に導入したリエッセCNG車を1台代替。この車両代替に伴うルート・ダイヤの変更はない[8]。
  - 12月1日 - 北町ルートが経路変更、「西国分寺駅東」発着に改められた[13]。
    - 「西国分寺駅東」停留所は西国分寺駅周辺再開発事業に伴い、国分寺市によってJR西国分寺駅東側の交通広場に設置されたもので、従来からWILLER EXPRESSの高速バスが発着していたが、同年10月1日からは京王バスが運行する空港連絡バスも乗り入れを開始している[14]。「京王バス中央・府中営業所#空港連絡バス」も参照。
- 2019年（平成31年/令和元年）
  - 4月 - ノンステップバス1台導入。ポンチョ（2ドアロングボディ）で、本多ルート開業時に導入したリエッセCNG車を1台代替。
  - 8月1日 - 西町ルートにノンステップバス（日野・ポンチョ、ショートボディ）1台導入[15]。北町ルートを除く全車がノンステップバスとなる。この車両代替に伴うルート・ダイヤの変更はない[15]。
  - 10月1日 - 日吉町ルートで内藤、西国分寺駅エリアの経路を変更[16]。
- 2020年（令和2年）
  - 3月1日 - 西町ルートの弁天通り - 国立駅北口間に「北大通り東」停留所を新設（停留所番号19番）[17]。
- 2025年（令和7年）
  - 1月6日 - 国分寺市役所新庁舎開庁により、日吉町ルート及び北町ルートの一部変更、万葉・けやきルートの一部停留所廃止。また旧「国分寺市役所」停留所は「恋ヶ窪駅西」に名称変更[18]。
  - 4月1日 - 運賃を大人200円・小児100円に改定（それまでは大人・小児とも100円）。路線バス事業者の収益を守ること、運転士の処遇改善に必要な人件費の増額に対応することを目的としている[2]。また、本多ルートは乗務員不足への対応のため京王バスからトーショー交通に委託先を変更[2]。
  - 7月1日 - 日吉町ルート、東元町ルート、万葉・けやきルートが京王バスからトーショー交通に委託先を変更。これにより、京王バス受託路線が全てトーショー交通受託に変更となった。

## 現行路線

### 日吉町ルート
- 西国分寺駅東 → 国分寺市役所 → 泉町三丁目 → 日吉町三丁目 → 福祉センター入口 → 戸倉二丁目東 → うれしのの里 → 恋ヶ窪駅西（旧・国分寺市役所） → 西国分寺駅東
  - 2003年3月21日運行開始。
  - トーショー交通株式会社・柳窪本社営業所が運行。
  - JR西国分寺駅から、武蔵台、日吉町、戸倉、西恋ヶ窪地区を片方向循環する経路。
  - 西国分寺駅8時30分発から20時発までの30分毎の運転となっている。
  - 途中スクールゾーンの区間があるため、始発の時刻が遅い。この時間差を利用して、東元町ルートの7時台の増発が行われている。
  - 2019年10月に内藤、西国分寺駅エリアの経路を変更。西国分寺駅東が新設され、万葉・けやきルート、北町ルートと3線が乗り入れることとなった。
  - 国分寺まつり開催時や史跡駅伝開催時などは、郵政宿舎前沿いの道が通行止めになるため、該当する時間は郵政宿舎前、武蔵国分寺公園、武蔵国分寺公園東、泉町一丁目、泉町二丁目停留所は休止扱いとなり、都立多摩図書館沿いの道を通る。
    - 2014年頃までは、国分寺まつりが開催される毎年11月の文化の日に限り、総務省統計研究研修所の前にあるロータリーを使い、郵政宿舎前 - 西国分寺駅までの増発便が運行されていたが、最近は運行されていない。

  - 2025年1月の国分寺市役所新庁舎開庁により、起終点が西国分寺駅から西国分寺駅東に改められたほか、新市役所の経由によりルートが短縮、郵政宿舎前～泉町二丁目間が廃止された。
  - 2025年6月30日をもって京王バス・府中営業所(運行開始当初は京王電鉄バス)の運行が終了し、2025年7月1日より運行会社がトーショー交通株式会社・柳窪本社営業所（東久留米市）に変更となった。この関係でSuica・PASMOの利用ができなくなり、代わりにクレジットカードのタッチ決済・二次元バーコード決済に対応するようになった[2]。

### 東元町ルート
- 国分寺駅南口 → 東元町 → 新町三丁目 → 貫井南町四丁目 → 長谷戸橋 → 国分寺駅南口
  - 2003年12月20日運行開始。
  - トーショー交通株式会社・柳窪本社営業所が運行。
  - JR国分寺駅の南口から国分寺街道の東元町を経由して、市境の小金井市貫井地区を片方向循環する経路。
  - 距離は短いものの、住宅地と国分寺駅の高低差が大きく、自転車でのアクセスに難があるため利用者数は多い。
  - 国分寺駅南口7時発から20時発まで運行され、国分寺駅発7時台の朝ラッシュ時は10分毎、通常時は20分毎の運行となっている。
  - 2025年6月30日をもって京王バス・府中営業所の運行が終了し、2025年7月1日より運行会社がトーショー交通株式会社・柳窪本社営業所（東久留米市）に変更となった。この関係でSuica・PASMOの利用ができなくなり、代わりにクレジットカードのタッチ決済・二次元バーコード決済に対応するようになった[2]。

### 本多ルート
- 国分寺駅北口 → 本多八幡神社西 → 本多三丁目 → 連雀通り北 → 商工会館 → 本町 → 国分寺駅北口
  - 2007年3月21日運行開始。
  - トーショー交通株式会社・柳窪本社営業所が運行。
  - 国分寺駅北口から、本多地区を片方向循環する経路。
  - 国分寺駅北口商店街（本町停留所付近）が狭隘路のため、経路が8の字ループとなっている。
  - 国分寺駅北口7時発から20時発までの30分毎の運行となっている。
  - 2024年度をもって京王バス・府中営業所の運行が終了し、2025年4月1日より運行会社がトーショー交通株式会社・柳窪本社営業所（東久留米市）に変更となった。この関係でSuica・PASMOの利用ができなくなり、代わりにクレジットカードのタッチ決済・二次元バーコード決済に対応するようになった[2]。

### 西町ルート
- 国立駅北口 → ひかりプラザ → 稲荷神社 → （光公民館） → 西町カエデ公園 → 上谷保 → 弁天通り → 国立駅北口
  - 2008年3月29日運行開始。
  - 立川バス上水営業所が運行。
  - 国立駅北口から、西町地区を片方向循環する経路。
  - 国立駅北口7時から8時30分発までは30分毎の運行で光公民館を経由しない。9時発から20時5分発までは35分毎の運行となっている。

### 北町ルート
- 国分寺市役所 → 西国分寺駅北 → 恋ヶ窪交差点北 → 北町地域センター → 恋ヶ窪交差点南 → 西国分寺駅東 → 国分寺市役所
  - 2015年7月31日本運行開始（試験運行期間2014年12月22日 - 2015年3月22日）。
  - 武州交通興業（本社営業所）が運行。
  - 当初は旧・国分寺市役所から北町方面へ向かうルートだったが、2018年12月1日より西国分寺駅発に改められ、市役所は経由しなくなった。
  - ルート変更により、経路の一部が日吉町ルートと重複した。
  - 西国分寺駅東停留所は日吉町ルート、万葉・けやきルートの乗り場と少し離れている。
  - 西国分寺駅東発8時台から18時台まで1時間に1本の運行となっている。
  - ワンボックスカーで運行される。ぶんバス専用車両（日産・キャラバン）は車椅子で乗車できず、福祉車両の予備車（トヨタ・ハイエース）で対応するため、車椅子での利用は事前に運行事業者の武州交通興業へ電話連絡する必要があるため注意[19]。
  - 2025年1月の国分寺市役所新庁舎開庁により、起終点が西国分寺駅東から国分寺市役所に改められた。

### 万葉・けやきルート
- 史跡武蔵国分寺跡 - 国分寺市役所 - 西国分寺駅東 - 武蔵国分寺公園東 - 国分寺駅西 - 東恋ヶ窪三丁目
  - 2016年12月26日運行開始。
  - トーショー交通株式会社・柳窪本社営業所が運行。
  - 国分寺駅・西国分寺駅と周辺地域を結ぶ経路。
  - 他路線と違い循環ではなく完全な往復ルート（経路は一部異なる）。
  - 国分寺駅西停留所は、国分寺駅南口の西寄り、ブロードアベニュー国分寺前にある。
  - 経路の一部が日吉町ルートと重複する。
  - 史跡武蔵国分寺跡発6時台から19時台まで1時間に1本の運行となっている。
  - 2025年1月の国分寺市役所新庁舎開庁により国分寺市役所停留所を新設、旧来隣接地にあった「いずみプラザ前」が廃止された。
  - 2025年6月30日をもって京王バス・府中営業所の運行が終了し、2025年7月1日より運行会社がトーショー交通株式会社・柳窪本社営業所（東久留米市）に変更となった。この関係でSuica・PASMOの利用ができなくなり、代わりにクレジットカードのタッチ決済・二次元バーコード決済に対応するようになった[2]。

## 車両
車両のデザインは淡い黄色地に緑の雑木を配し、カラフルな「ぶんバス」「KOKUBUNJI CITY」のロゴがあしらわれている。また一部の車両には、国分寺市の公式ゆるキャラ「ぶんじほたるホッチ」が描かれている。京王バス・立川バスとも運行開始時より、専用車の日野・リエッセは中扉に車椅子用リフトを備えたステップリフトバスで導入されたが、バリアフリー促進のため車両のノンステップ化が推進され、リエッセは全車が日野・ポンチョ（2代目HX系）に代替されて現存しない。

### 京王バス
京王バス府中営業所の担当する、日吉町・東元町・本多・万葉けやきルートでは、専用車のポンチョ（2ドアロングボディ）が使用される。検査時などで使用できない場合は京王バスカラーのポンチョが代走することがある。
リエッセのディーゼル車は2003年、日吉町ルート開業時に2台導入、東元町ルート開業時に1台追加されたが、2015年にポンチョに代替された。また2007年の本多ルート開業に伴い、リエッセのCNG車が2台追加されたが、これらも2019年4月までにポンチョに代替され全廃している。同時に府中市ちゅうバスのCNGリエッセも除籍され、これにより京王バス全体からCNG車が消滅した。
2016年12月の万葉・けやきルート開業に合わせて、ポンチョ（2ドアロングボディ）が新たに新車導入された。
- 現行車両 - 日野・ポンチョ（HX系、2ドアロングボディ）
- 過去の車両 - 日野・リエッセ（ディーゼル車・CNG車の双方を導入）

京王バス（当時は京王バス中央）のリエッセCNG車は、フラットフィールドがCNG改造を担当。

### 立川バス
立川バス上水営業所の担当する西町ルートでは、専用車のポンチョ（ショートボディ）が使用される。
2008年の西町ルート開業時に、立川バスでは専用カラーのCNGリエッセが1台のみ導入された。これは立川バスでは唯一のCNGリエッセだったが（リエッセ自体はMMシャトルで導入例がある）、2019年にポンチョに代替され8月1日より運行開始した。これによりぶんバスはワンボックスカーの北町ルートを除き全車ノンステップバスとなり、また立川バスからリエッセが消滅した。
車両故障や点検などの際には、立川バスカラーのエアロミディMEが代走することもある。
- 現行車両 - 日野・ポンチョ（ショートボディ1台のみ導入）
- 過去の車両 - 日野・リエッセ（CNG車1台のみ導入）

立川バスのリエッセCNG車は、株式会社協同がCNG改造を担当。

### 武州交通興業
武州交通興業の担当する北町ルートでは、ワンボックスカーで運行される。ぶんバス#北町ルートの節も参照。
- ぶんバス専用車 - 日産・キャラバン（定員8名・車椅子非対応）
- 予備車 - トヨタ・ハイエース（車椅子対応、定員6名+車椅子1名）